# El Piñero
El Piñero è un comune spagnolo di 294 abitanti situato nella comunità autonoma di Castiglia e León.